# Herrarnas 5 000 meter i hastighetsåkning på skridskor vid olympiska vinterspelen 1932
- 4 februari 1932

18 skridskoåkare från sex nationer deltog. Tävlingen hölls på James C. Sheffield Speed Skating Oval i Lake Placid.

## Medaljörer
| Guld              | Silver           | Brons              |
| Irving Jaffee USA | Eddie Murphy USA | Willy Logan Kanada |

## Rekord
Dessa rekord gällde inför spelen.
| Världsrekord     | 8.21,6(*) | Ivar Ballangrud | Davos (SUI)    | 11 januari 1930 |
| Olympiskt rekord | 8.39,0    | Clas Thunberg   | Chamonix (FRA) | 26 januari 1924 |

(*) Rekordet noterat på höghöjdsbana (minst 1 000 meter över havet) och på naturis.

## Resultat

### Semifinaler
Semifinal 1
| Placering | Idrottare              | Tid    | Noteringar |
| --------- | ---------------------- | ------ | ---------- |
| 1         | Irving Jaffee (USA)    | 9.52,0 | Q          |
| 2         | Eddie Murphy (USA)     |        | Q          |
| 3         | Ivar Ballangrud (NOR)  |        | Q          |
| 4         | Harry Smyth (CAN)      |        | Q          |
| 5         | Ossi Blomqvist (FIN)   |        |            |
| -         | Alexander Hurd (CAN)   | DNF    |            |
| -         | Shozo Ishihara (JPN)   | DNF    |            |
| -         | Michael Staksrud (NOR) | DNF    |            |
| -         | Tomeju Uruma (JPN)     | DNF    |            |

Semifinal 2
| Placering | Idrottare             | Tid     | Noteringar |
| --------- | --------------------- | ------- | ---------- |
| 1         | Bernt Evensen (NOR)   | 10.01,4 | Q          |
| 2         | Herbert Taylor (USA)  |         | Q          |
| 3         | Willy Logan (CAN)     |         | Q          |
| 4         | Frank Stack (CAN)     |         | Q          |
| 5         | Erling Lindboe (NOR)  |         |            |
| 6         | Carl Springer (USA)   |         |            |
| -         | Yasuo Kawamura (JPN)  | DNF     |            |
| -         | Tokuo Kitani (JPN)    | DNF     |            |
| -         | Ingvar Lindberg (SWE) | DNF     |            |

### Final
| Placering | Idrottare             | Tid       |
| --------- | --------------------- | --------- |
| 1         | Irving Jaffee (USA)   | 9.40,8    |
| 2         | Eddie Murphy (USA)    | 2 m bakom |
| 3         | Willy Logan (CAN)     | 4 m bakom |
| 4         | Herbert Taylor (USA)  |           |
| 5         | Ivar Ballangrud (NOR) |           |
| 6         | Bernt Evensen (NOR)   |           |
| 7         | Frank Stack (CAN)     |           |
| 8         | Harry Smyth (CAN)     |           |